# Citypop
Citypop oder City Pop (japanisch シティ・ポップ shiti poppu) ist eine lose definierte Form der japanischen Popmusik, die in den späten 1970er Jahren entstand und in den 1980er Jahren ihren Höhepunkt erreichte. Ursprünglich wurde sie als Ableger der westlich geprägten „New music“ Japans bezeichnet, umfasste dann aber eine breite Palette von Stilen – darunter Funk, Disco, R&B, AOR, Soft Rock und Boogie –, die mit dem aufkommenden Wirtschaftsboom und der Freizeitklasse des Landes in Verbindung gebracht wurden. Sie wurde auch mit neuen Technologien wie dem Walkman, Autos mit eingebauten Kassettenspielern und FM-Stereoanlagen sowie verschiedenen elektronischen Musikinstrumenten in Verbindung gebracht.
Die Wissenschaft ist sich über die Definition von City Pop nicht einig: In Japan bezeichnete man damit einfach Musik, die ein "urbanes" Gefühl vermittelte und deren Zielgruppe die Stadtbewohner waren. Viele der Künstler nahmen die japanischen Einflüsse ihrer Vorgänger nicht auf und orientierten sich stattdessen vor allem an amerikanischem Funk, Softrock und Boogie. Einige Beispiele enthalten auch lateinamerikanische Einflüsse oder Elemente aus Disco, Jazz-Fusion, okinawanischer und karibischer Musik. Der Singer-Songwriter Tatsuro Yamashita, der zu den Pionieren und erfolgreichsten Künstlern des Genres gehörte, wird manchmal als „König des City Pop“ bezeichnet.
Nach den 1980er Jahren verlor der City Pop an Anziehungskraft für den Mainstream und wurde von der jüngeren japanischen Generation verspottet. Anfang der 2010er Jahre gewann der City Pop, teilweise durch die Initiative von Musik-Blogs und japanischen Neuauflagen, eine internationale Online-Fangemeinde und wurde zu einem Meilenstein für samplebasierte Mikrogenres, wie Vaporwave und Future-Funk.

## Definitionen
Der Begriff "City Pop" wird unterschiedlich definiert. Viele der Künstler, die mit diesem Genre in Verbindung gebracht werden, spielen mit sehr unterschiedlichen Stilen. Yutaka Kimura, Autor zahlreicher Bücher über City Pop, definierte das Genre als "urbane Popmusik für Menschen mit urbanem Lebensstil". Ryotaro Aoki schrieb 2015 in der Japan Times:
"Der Begriff wurde ursprünglich verwendet, um einen Ableger der aufkommenden westlich geprägten "new music" der 1970er und 80er Jahre zu beschreiben. "City Pop" bezog sich auf Künstler wie Sugar Babe und Eiichi Ohtaki, die die japanischen Einflüsse ihrer Vorgänger abwarfen und Jazz- und R&B-Klänge in ihre Musik einbrachten – Genres, denen man ein "urbanes" Gefühl nachsagt. […] Seitdem ist der Begriff immer wieder aus dem Musiklexikon verschwunden. […] Bei einem so vagen und weit gefassten Begriff wie City Pop ist es nur natürlich, dass sich niemand mehr darüber einig zu sein scheint, was der Ausdruck eigentlich bedeutet."
Jon Blistein vom Rolling Stone Magazin stimmte zu, dass City Pop weniger ein strikter Genre-Begriff als eine weit gefasste Einteilung der Stimmung ist. Laut Yosuke Kitazawa, dem Leiter der Japan Archival Series, gab es "keine Einschränkungen hinsichtlich des Stils oder eines bestimmten Genres, das wir mit diesen Songs vermitteln wollten", sondern dass es sich "um Musik handelte, die von Stadtmenschen für Stadtmenschen gemacht wurde" Kitazawa identifizierte zwei verschiedene Stile, die den City Pop veranschaulichen: "Der erste ist ein üppiges, tropisches Vergnügen, der zweite ein polternder Tanzkracher".
Joshua Minsoo Kim von Pitchfork nannte es "eine vage Beschreibung für japanische Musik, die Jazz und R&B beinhaltet", während Chris Ingalls von PopMatters es als "eine Art Soft Rock/AOR/Funk" kategorisierte und Ed Motta von Wax Poetics meinte: "City Pop ist wirklich AOR und Soft Rock, aber auch mit etwas Funk und Boogie. Denn wenn man funkigere City Pop-Stücke hört, hört man nicht nur den Einfluss, sondern in einigen Teilen auch Anleihen bei Gruppen wie Skyy, BB&Q Band und solchen amerikanischen Boogie- und Funk-Gruppen." Ein Autor vom Blog Electronic Beats bezeichnete City Pop als Japans "Antwort auf Synth-Pop und Disco".

## Musikalische Ursprünge
Musikalisch wendet der City Pop Songwriting- und Arrangement-Techniken an, die im Jazz üblich sind – wie Dur-Septakkorde und verminderte Akkorde – und die direkt aus dem amerikanischen Soft-Rock dieser Zeit stammen (Bands wie Steely Dan und die Doobie Brothers). Yutaka nannte die Band Happy End als "Ground Zero" für das Genre, während Motta es auf die Mitte der 1970er Jahre mit der Arbeit von Haruomi Hosono und Tatsuro Yamashita zurückführt. Rob Arcand von Vice bezeichnete Hosono ebenfalls als "Schlüsseleinfluss" auf den City Pop. Mitte der 1970er Jahre gründete Hosono die Band Tin Pan Alley, die Southern R&B, Northern Soul und Jazz-Fusion mit hawaiianischen und okinawanischen Einflüssen verschmolz. Nach Ansicht von Mikey I.Q. Jones vom Fact Mag führte dies zu dem Musikstil, der später als "City Pop" bezeichnet wurde.
Das Genre ist eng mit dem Technologieboom in Japan in den 1970er und 1980er Jahren verbunden. Zu den japanischen Technologien, die den City Pop beeinflussten, gehörten der Walkman, Autos mit eingebauten Kassettenspielern und FM-Stereoanlagen sowie verschiedene elektronische Musikinstrumente wie die Synthesizer Casio CZ-101 und Yamaha CS-80 und die Roland TR-808 Drum Machine. Laut Blistein ermöglichten es die elektronischen Instrumente und Geräte den Musikern, die Klänge in ihren Köpfen zu verwirklichen", und die Kassettendecks "ermöglichten es den Fans, Kopien von Alben zu machen: "Als opulente Mischung aus Pop, Disco, Funk, R&B, Boogie, Jazz-Fusion, lateinamerikanischer, karibischer und polynesischer Musik war das Genre untrennbar mit der technologiegetriebenen Wirtschaftsblase und der dadurch entstandenen wohlhabenden neuen Freizeitklasse verbunden."

## Popularität
City Pop entwickelte sich zu einem eigenständigen regionalen Genre, das in den 1980er Jahren seinen Höhepunkt erreichte. Laut Vice waren die populärsten Vertreter des Genres selbst versierte Komponisten und Produzenten, wobei Künstler wie Tatsuro Yamashita und Toshiki Kadomatsu komplexe Arrangements und Songwriting-Techniken in ihre Hits einfließen ließen. Die boomende Wirtschaft erleichterte ihnen auch die Finanzierung durch Labels. Der City Pop beeinflusste auch instrumentale Jazz-Fusion-Bands wie Casiopea und T-Square, die in der Folge die japanische Videospielmusik beeinflussten. Der Einfluss des City Pop breitete sich auch in Indonesien aus und führte zur Entwicklung eines lokalen Stils, der als pop kreatif bekannt ist. Nach den 1980er Jahren verlor das Genre an Anziehungskraft für den Mainstream. Viele Japaner, die mit dieser Art von Musik aufgewachsen sind, betrachteten den City Pop als kitschige Mainstream-Wegwerfmusik und gingen sogar so weit, ihn als 'Shitty Pop' zu bezeichnen.
Seit den 2010er Jahren erlebt City Pop ein Wiederaufleben, wobei Künstler wie Mariya Takeuchi eine internationale Online-Fangemeinde gewinnen und zu einem Meilenstein für die Sample-basierten Mikrogenres wie Vaporwave und Future-Funk wurde.
Joshua Minsoo Kim von Pitchfork schrieb Musik-Blogs und japanischen Neuauflagen um 2010 zu, dass sie Musik-Nerds mit einer Mischung aus AOR, Funk, Disco und Yacht Rock bekannt gemacht haben, die unter dem amorphen Begriff des City Pop gehandelt werden. "Die Musik war im Westen weitgehend vernachlässigt und von vielen Japanern als kitschig verspottet worden, aber als YouTube-Algorithmen die Songs in das breitere kollektive Bewusstsein brachten, stieg die Popularität von City Pop sprunghaft an […]." Im Jahr 2020 berichtete Patrick St. Michel von der Japan Times, dass im Ausland Boutique-Labels seltene Platten neu auflegen oder Kompilationen veröffentlichen, obwohl Millionen von Menschen den City Pop hauptsächlich durch Songs wie Takeuchis Song von 1984 Plastic Love oder die scheinbar endlosen Playlists mit Anime-Ausschnitten auf YouTube kennengelernt haben. Ein weiterer Song des Genres, der wieder populär wurde, war Mayonaka no Door (Stay with Me) von Miki Matsubara auf TikTok im Jahr 2020, als die Reaktionen japanischer Eltern auf den Song auf den Handys ihrer Kinder aufgezeichnet wurden.